# Michael Lantieri
Michael „Mike“ Lantieri (* 13. August 1954 in Los Angeles, Kalifornien) ist ein US-amerikanischer VFX Supervisor, der 1994 für Jurassic Park den Oscar in der Kategorie Beste visuelle Effekte erhielt.

## Leben
Er wuchs in Los Angeles auf und ging zusammen mit Ron Howard zur Schule. Er studierte am Art Center College of Design in Pasadena und der University of California, Los Angeles. Ab 1974 arbeitete er für die Universal Studios an Fernsehserien wie Der Sechs-Millionen-Dollar-Mann und Kampfstern Galactica. Außerdem half er von 1974 bis 1981 beim Bau von Disneylands Attraktion Pirates of the Caribbean. 1982 war er bei dem Tanzfilm Flashdance erstmals für die Spezialeffekte zuständig.
Nach 10 Jahren verließ er die Universal Studios und arbeitete in der Folgezeit an Filmen wie Star Trek IV: Zurück in die Gegenwart, Indiana Jones und der letzte Kreuzzug und Zurück in die Zukunft II, für den er 1990 für den Oscar in der Kategorie Beste visuelle Effekte nominiert wurde. Er hat in den Folgejahren einige der verblüffendsten und ausgeklügelte mechanische Spezialeffekte in modernen Filmen entwickelt. Hierzu gehörten die Flugsequenzen in Hook und die Dinosaurier in Jurassic Park, wofür er 1994 zusammen mit Dennis Muren, Stan Winston und Phil Tippett den Oscar in der Kategorie Beste visuelle Effekte erhielt. Außerdem wurde er für die Filme Hook, Vergessene Welt: Jurassic Park und A.I. – Künstliche Intelligenz ebenfalls für den Oscar nominiert.
Im Jahr 1999 gab er mit Komodo – The Living Terror, einem Tierhorror-Film, sein Regiedebüt. Bisher folgten keine weiteren Arbeiten als Regisseur.
Er ist Mitglied der International Alliance of Theatrical Stage Employees.

## Filmografie (Spezialeffekte)
- 1981: Herzquietschen (Heartbeeps)
- 1983: Flashdance
- 1984: Die Frau in Rot (The Woman in Red)
- 1984: Starfight (The Last Starfighter)
- 1984: Nachts werden Träume wahr (Thief of Hearts)
- 1985: Die rabenschwarze Nacht – Fright Night (Fright Night)
- 1985: Future Project – Die 4. Dimension (My Science Project)
- 1986: Mach’s noch mal, Dad (Back to School)
- 1986: Poltergeist II – Die andere Seite (Poltergeist II: The Other Side)
- 1986: Star Trek IV: Zurück in die Gegenwart (Star Trek IV: The Voyage Home)
- 1987: Die Hexen von Eastwick (The Witches of Eastwick)
- 1988: Caddyshack II
- 1988: Falsches Spiel mit Roger Rabbit (Who Framed Roger Rabbit)
- 1988: Moving – Rückwärts ins Chaos (Moving)
- 1988: Twins – Zwillinge (Twins)
- 1989: Indiana Jones und der letzte Kreuzzug (Indiana Jones and the Last Crusade)
- 1989: Zurück in die Zukunft II (Back to the Future Part II)
- 1991: Hook
- 1991: Zurück in die Zukunft III (Back to the Future Part III)
- 1992: Bram Stoker’s Dracula (Dracula)
- 1992: Der Tod steht ihr gut (Death Becomes Her)
- 1993: Jurassic Park
- 1993: Überleben! (Alive)
- 1994: Flintstones – Die Familie Feuerstein (The Flintstones)
- 1995: Casper
- 1995: Congo
- 1995: Der Indianer im Küchenschrank (The Indian in the Cupboard)
- 1995: Mr. Payback: An Interactive Movie
- 1996: Mars Attacks!
- 1996: Matilda
- 1997: Mäusejagd (Mousehunt)
- 1997: Vergessene Welt: Jurassic Park (The Lost World: Jurassic Park)
- 1998: Deep Impact
- 1998: Paulie – Ein Plappermaul macht seinen Weg (Paulie)
- 1999: The Astronaut’s Wife – Das Böse hat ein neues Gesicht (The Astronaut's Wife)
- 1999: Schnee, der auf Zedern fällt (Snow Falling on Cedars)
- 1999: Wild Wild West
- 1999: Komodo – The Living Terror (Komodo) (Regie)
- 2000: The 6th Day
- 2001: A.I. – Künstliche Intelligenz (Artificial Intelligence: AI)
- 2001: Jurassic Park III
- 2002: Minority Report
- 2003: Haus aus Sand und Nebel (House of Sand and Fog)
- 2003: Hulk
- 2003: Seabiscuit – Mit dem Willen zum Erfolg (Seabiscuit)
- 2004: Der Polarexpress (The Polar Express)
- 2004: Lemony Snicket – Rätselhafte Ereignisse (Lemony Snicket's A Series of Unfortunate Events)
- 2004: Starship Troopers 2: Held der Föderation (Starship Troopers 2: Hero of the Federation)
- 2004: Terminal (The Terminal)
- 2006: Monster House
- 2006: Pirates of the Caribbean – Fluch der Karibik 2 (Pirates of the Caribbean: Dead Man's Chest)
- 2006: Superman Returns
- 2007: Die Legende von Beowulf (Beowulf)
- 2008: Die Geheimnisse der Spiderwicks (The Spiderwick Chronicles)
- 2008: Get Smart
- 2008: Superhero Movie
- 2009: Das Hundehotel (Hotel for Dogs)
- 2009: Die fast vergessene Welt (Land of the Lost)
- 2009: Disneys Eine Weihnachtsgeschichte (A Christmas Carol)
- 2009: The Macabre World of Lavender Williams
- 2010: Alice im Wunderland (Alice in Wonderland)
- 2011: Crazy, Stupid, Love.
- 2011: Larry Crowne
- 2011: Milo und Mars (Mars Needs Moms)
- 2012: Flight
- 2012: The Master